# Horst Ludwig Störmer
Horst Ludwig Störmer sinh ngày 6.4.1949 tại Frankfurt, Đức là nhà vật lý người Đức đã đoạt Giải Nobel Vật lý năm 1998 (chung với Thôi Kì và Robert B. Laughlin).

## Cuộc đời và Sự nghiệp
Störmer sinh tại Frankfurt, Đức ngày 6.4.1949. Ông học Vật lý học ở Đại học Goethe Frankfurt (Johann-Wolfgang-Goethe-Universität Frankfurt am Main), tốt nghiệp năm 1974. Ông học tiếp ở Đại học Stuttgart và đậu bằng tiến sĩ năm 1977 với bản luận án "Magnetolumineszenz von Elektron-Loch-Tropfen in Germanium".
Mùa thu năm 1978, ông sang Hoa Kỳ làm việc nghiên cứu sinh sau tiến sĩ ở Bell Labs, sau đó làm việc chính thức ở đây. Sau khi làm việc 20 năm ở Bell Labs, ông được bổ nhiệm chức giáo sư Isidor Isaac Rabi về Vật lý và Vật lý ứng dụng tại Đại học Columbia ở thành phố New York.
Năm 1998 ông và Thôi Kì cùng Robert B. Laughlin được trao chung Giải Nobel Vật lý cho công trình phát hiện Hiệu ứng Hall lượng tử phân số. Ông và Thôi Kì làm việc ở Bell Labs trong thời gian thí nghiệm do Ủy ban Nobel nêu, mặc dù việc thí nghiệm trên được thực hiện ở Phòng thí nghiệm tại Học viện Công nghệ Massachusetts (Laughlin không tham gia vào việc thí nghiệm, nhưng sau đó đã có công giải thích các kết quả).

## Giải thưởng
- 1983: Giải Otto-Klung
- 1984: Giải Oliver E.Buckley của Hội Vật lý Hoa Kỳ
- 1998: Huy chương Franklin
- 1998: Giải Nobel Vật lý

## Một số xuất bản phẩm
- "The Fractional Quantum Hall Effect," H.L. Stormer, D.C. Tsui, and A. C. Gossard, APS-Centennial Issue, Rev. Mod. Physics 71, 298 (1999)
- "Four-terminal resistance of a ballistic quantum wire," R. de Picciotto, H. L. Stormer, L. N. Pfeiffer, K. W. Baldwin, and K. W. West, Nature 411, 51 (2001)
- "Quantization of the diagonal resistance: Density gradients and the empirical resistance rule in a 2D system," W. Pan, J.S. Xia, H.L. Stormer, D.C. Tsui, C.L. Vicente, E.D. Adams, N.S. Sullivan, L.N. Pfeiffer, K.W. Baldwin, and K.W. West, Phys. Rev. Lett. 95, 066808 (2005)
- "Disorder mediated splitting of the cyclotron resonance in two-dimensional electron Systems," E. A. Henriksen, S. Syed, Y.-J. Wang, H. L. Stormer, L. N. Pfeiffer, and K. W. West, Phys. Rev. B 73, 241309 (2006)
- "Spin Susceptibility of a 2D Electron System in GaAs towards the Weak Interaction Region," Y.W. Tan, J. Zhu, H. L. Stormer, L. N. Pfeiffer, K. W. Baldwin, and K. W. West, Phys. Rev. B 73, 045334 (2006)